# مسجد الشيخ علي البكاء
مسجد الشيخ علي البكاء هو ثالث أقدم مسجد في مدينة الخليل في فلسطين حيث بُني في عهد المماليك عام 702 هجري، ويقع تحديداً في الجهة الشمالية للمسجد الإبراهيمي إذ يبعد عنه حوالي كيلومتر ونصف، متوسطًا حارة من حارات البلدة القديمة في الخليل سميت نسبةً للمسجد بحارة الشيخ. وذُكر المسجد في عدد من المصادر التاريخية، منها: كتاب الإنس الجليل بتاريخ القدس والخليل، وكتاب تاريخ الإسلام للذهبي، وكتاب البداية والنهاية لابن كثير.

## بناء المسجد
بُني المسجد على ثلاث مراحل في عهد المماليك، فكان في البداية زاوية لأحد الصالحين وهو الشيخ علي البكاء، ثم بني ليكون مسجداً، وبعد ذلك شُيدت مئذنته لتكون منبراً لرفع الأذان ومنصة لحماية المدينة والدفاع عنها من جهتها الشمالية. ودُمر البناء الأصلي للمسجد لكن مأذنته لا تزال صامدة لتدل على الإرث المملوكي لبنائه الأول. وأُعيد إعماره الأخير في الثمانينات حيث أصبح البناء حديثاً وأُنشئ مسجد حديث أحيطت به غرف تحوي داراً للقرآن، وأخرى للفقه، ومكاتب للجنة زكاة الخليل، وعيادة طبية، ومكتبة تضم آلاف الكتب الدينية.

## سبب التسمية
سمي المسجد بهذا الاسم نسبةً إلى الشيخ علي البكاء، وهو أحد الشيوخ الصوفيون الذين وفدوا إلى فلسطين من القوقاز فكان مشهوراً بالصلاح والعبادة وإطعام من يجتاز به من المارة والزوار، وكان يقيم في الزاوية التي أقيم عليها المسجد، واسمه البكّاء بسبب بكائه الكثير لكثرة خشوعه خشية من الله سبحانه وتعالى، حيث استقر في المدينة وتزوج فيها حتى وفاته عام 1271م.

## صور من المسجد

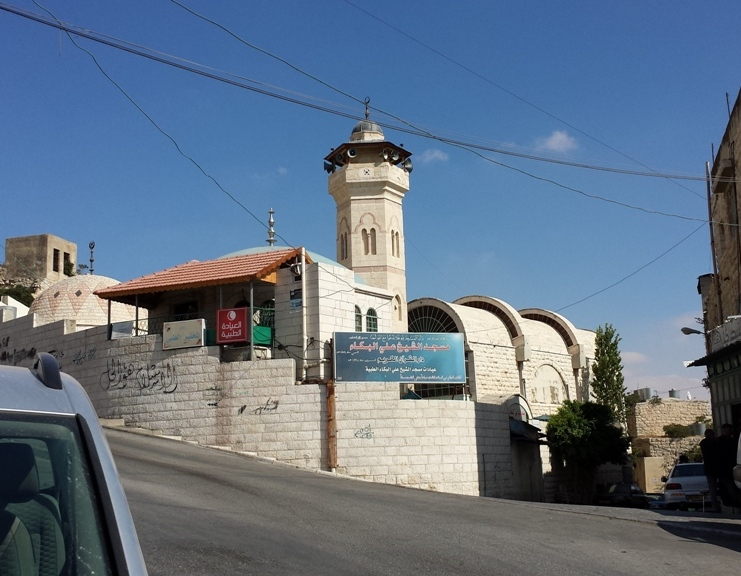
مسجد الشيخ علي البكاء
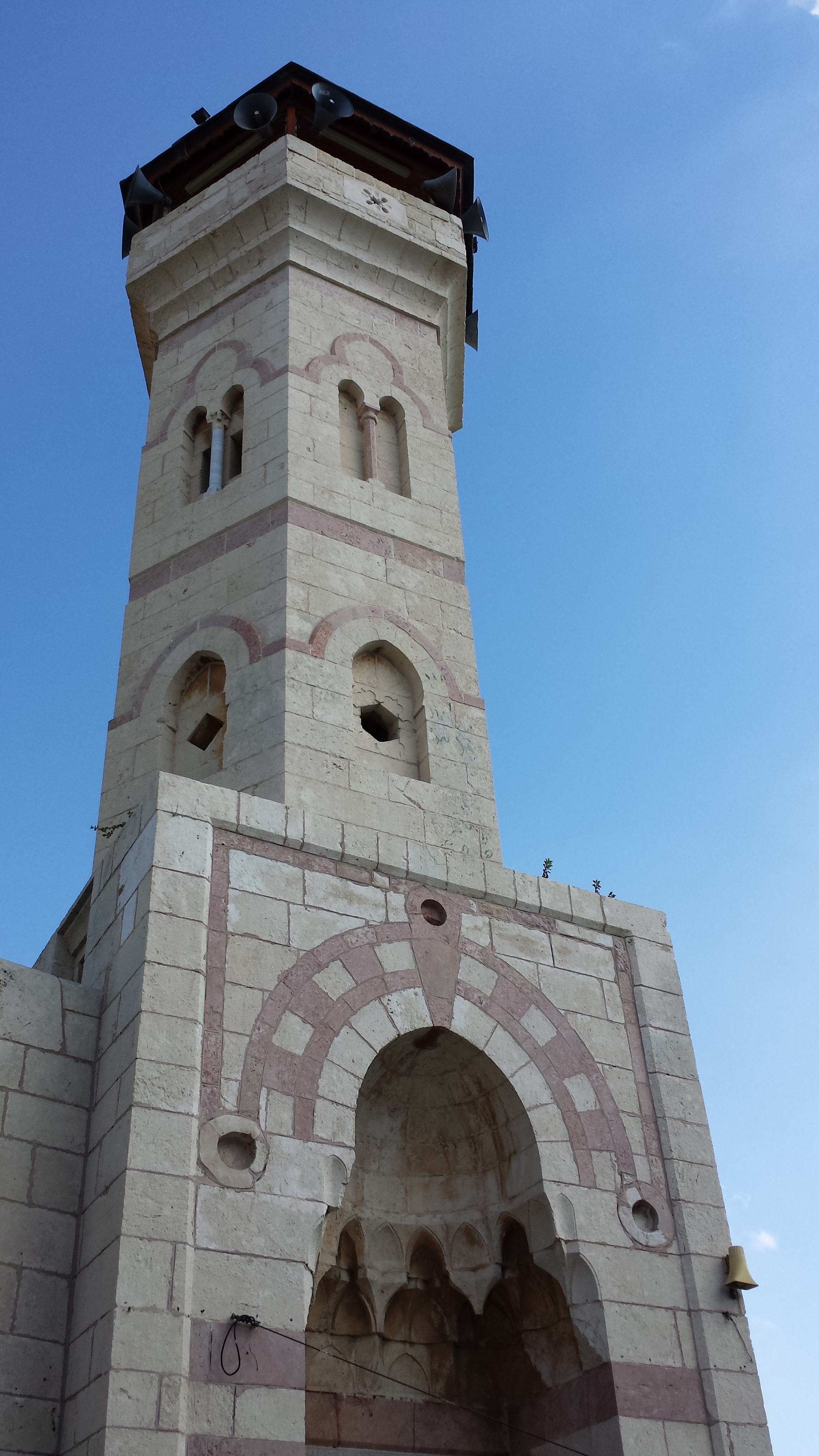
مئذنة مسجد الشيخ علي البكاء
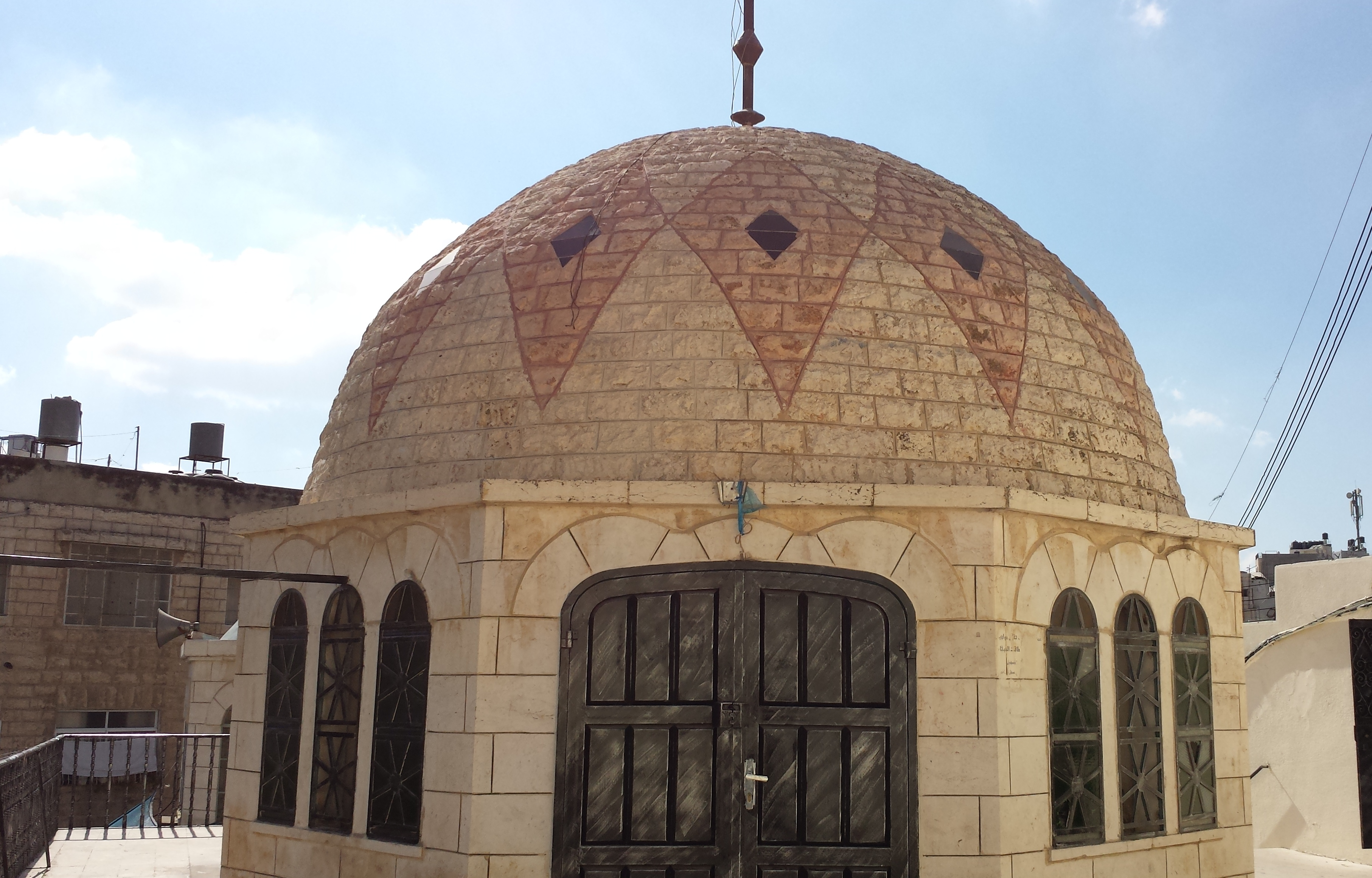
من قباب مسجد الشيخ علي البكاء
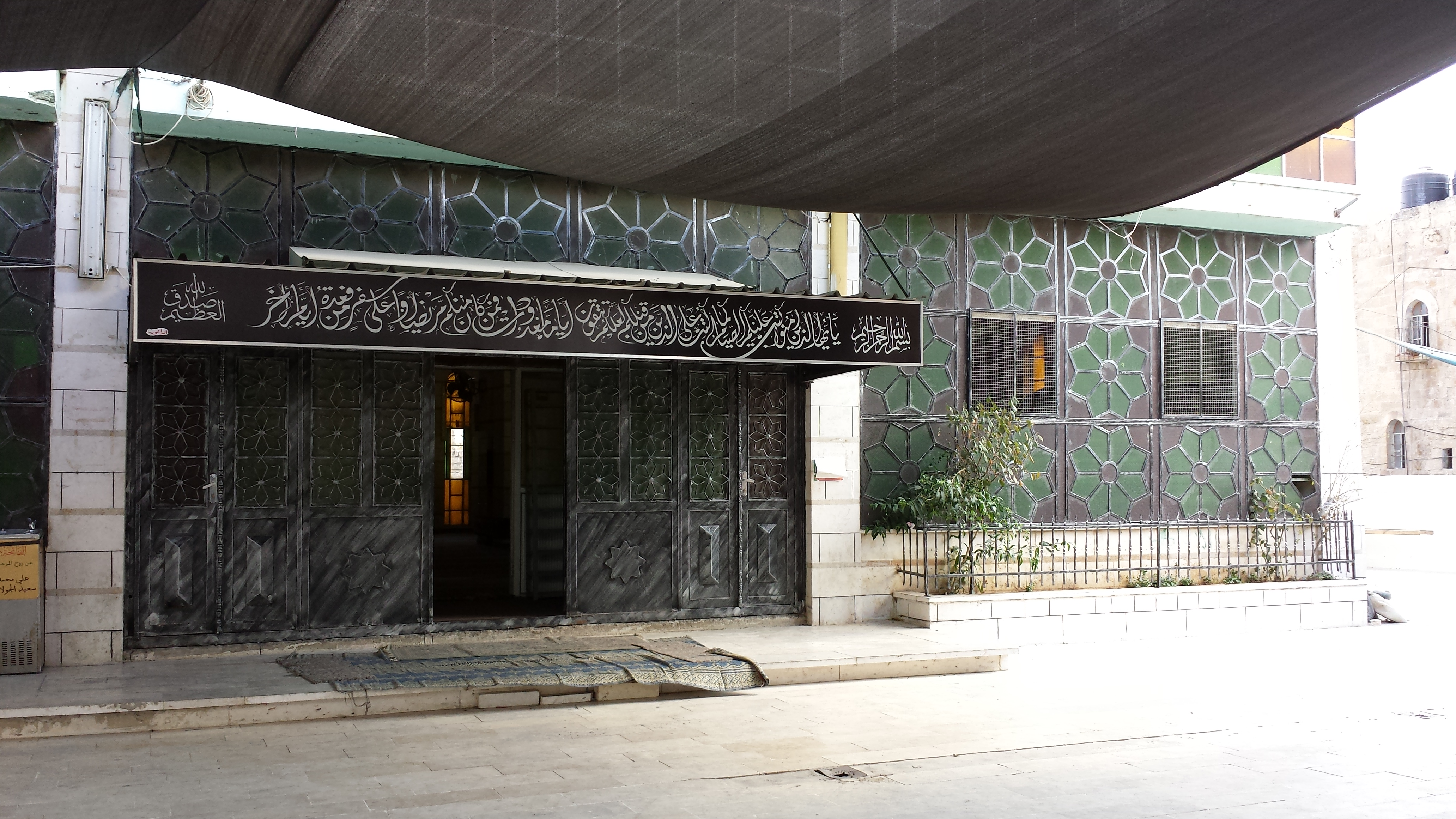
مدخل مسجد الشيخ علي البكاء
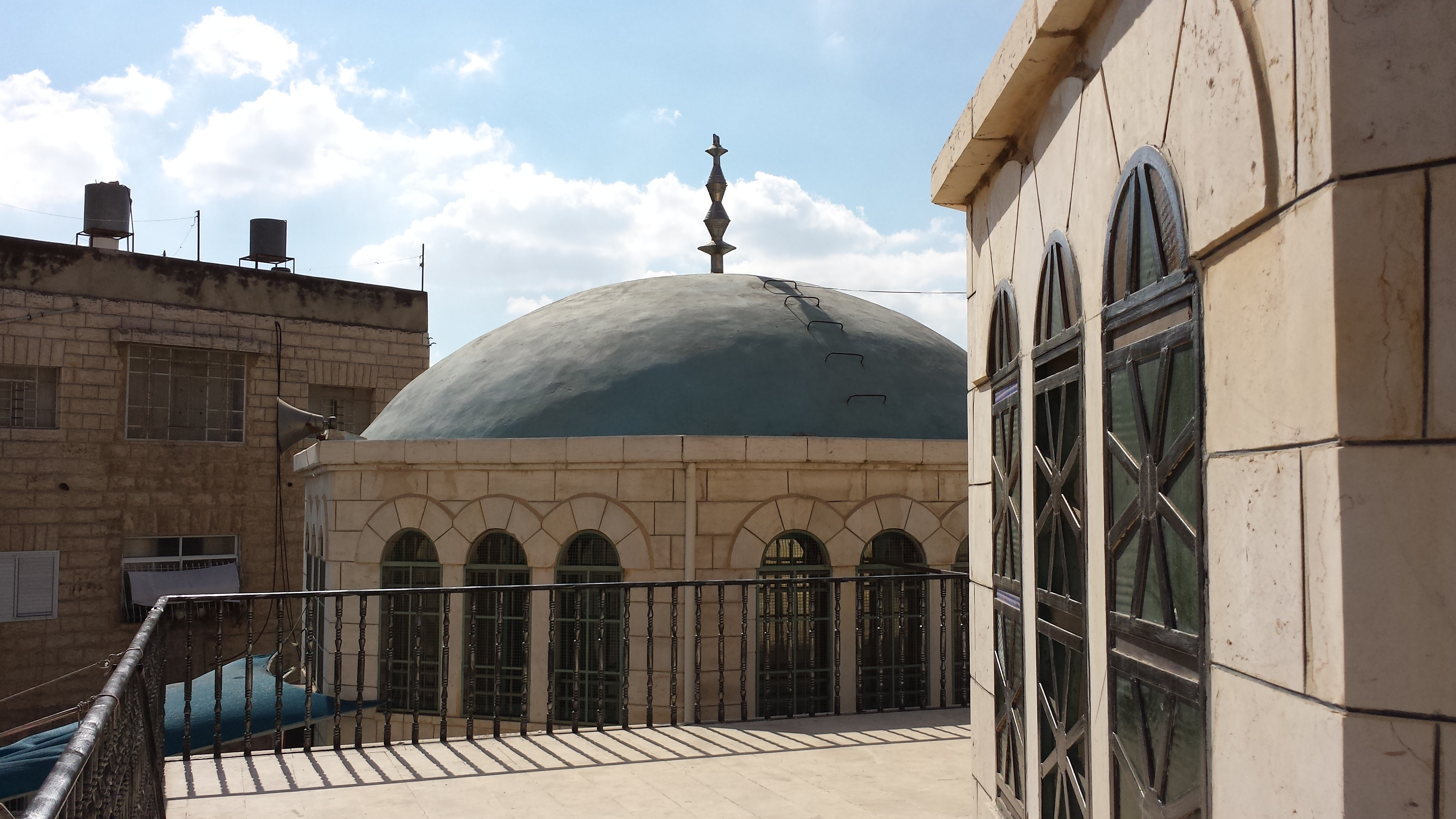
من داخل مسجد الشيخ علي البكاء
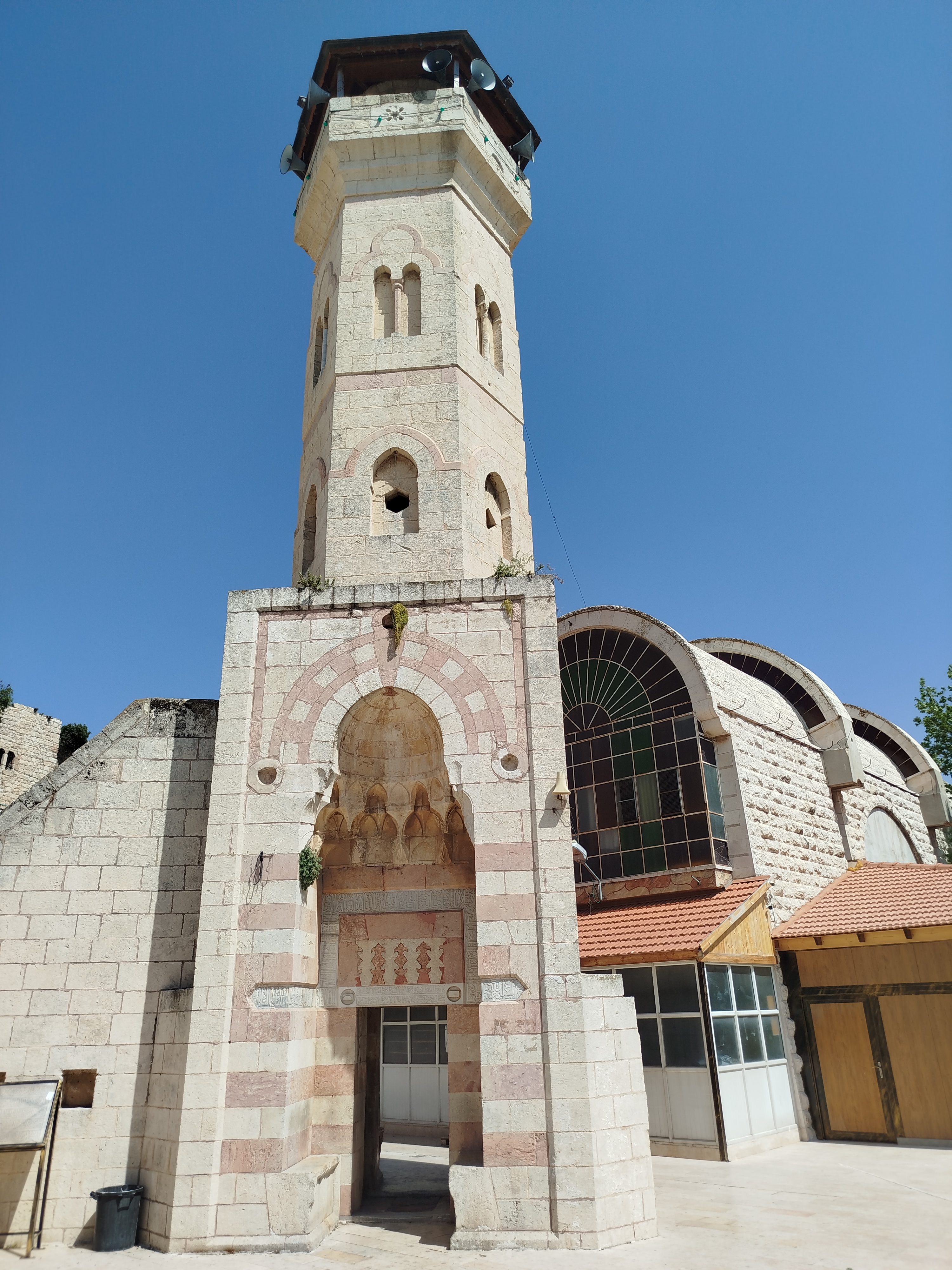
مسجد الشيخ علي البكاء
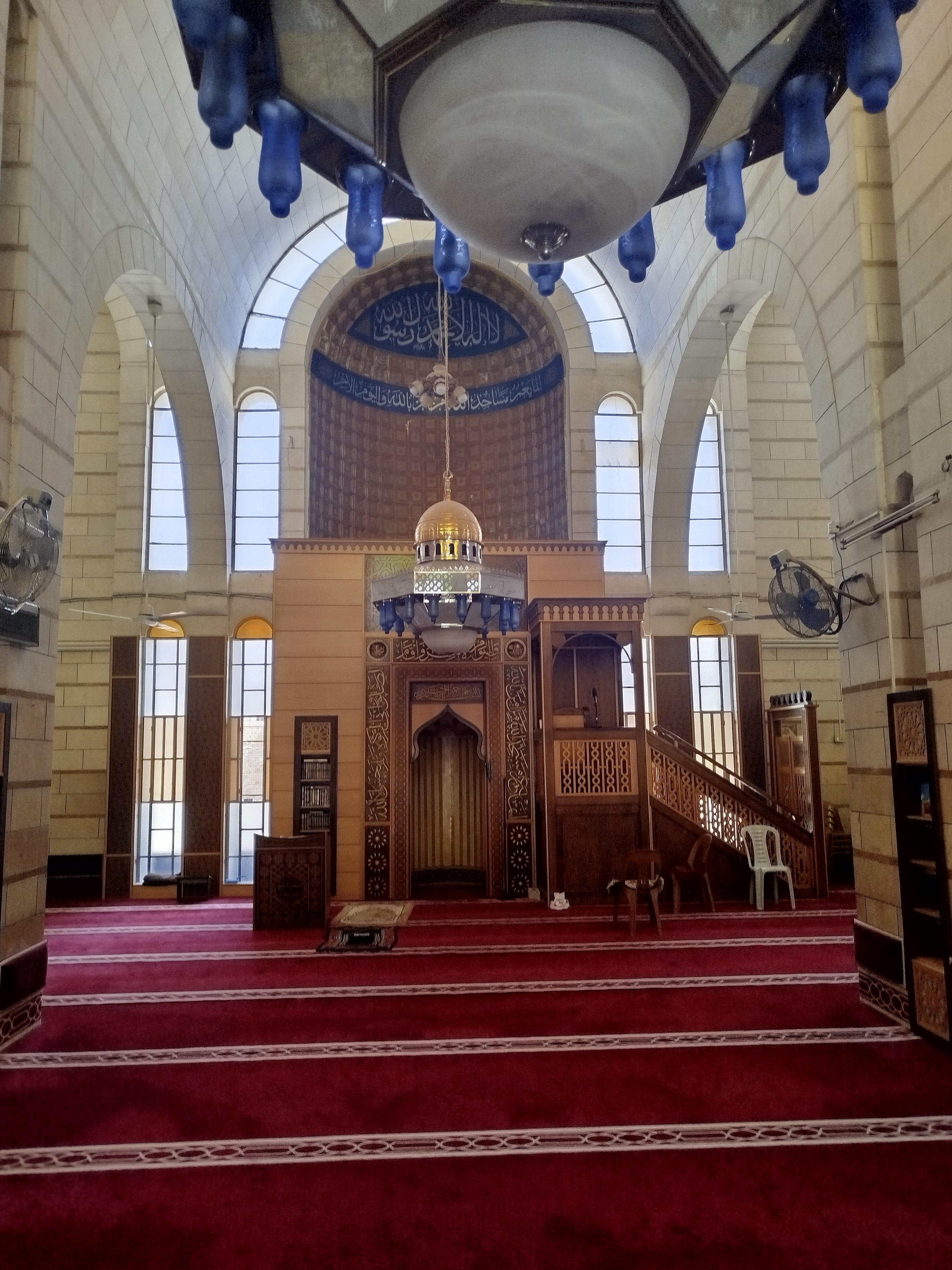
مسجد الشيخ علي البكاء من الداخل